# Sury-en-Vaux
Sury-en-Vaux é uma comuna francesa na região administrativa do Centro, no departamento Cher. Estende-se por uma área de 15,95 km². Em 2010 a comuna tinha 712 habitantes (densidade: 44,6 hab./km²).